# 弾き語り
弾き語り（ひきがたり）は、一人で歌唱とその伴奏を担う楽器の演奏を同時に行うこと。また、弾き歌い、弾き唄い（ひきうたい）も同じ意味。

## 概要
歌手が歌に合わせて弾く楽器は、主にアコースティックギターやピアノなどのアンプラグド（アコースティック）楽器のうちメロディー楽器に限られるが、最近は、エレクトリックギター、エレクトーン、シンセサイザーなどの電気増幅楽器や電子振動楽器などでもそう呼ばれることがある。基本的に歌が主体の行為であるが、楽器演奏については、歌に簡単なコードを添える程度のものから、凝ったアレンジや奏法で、演奏としても魅了されるようなものまで様々である。また、作詞・作曲と歌唱をも自ら行うミュージシャンを、シンガーソングライターと呼ぶが、そういった形態にかかわらず、同時に一人で演奏し歌う場合には、「弾き語り」が当てはまる。

## 歴史
弾き語りはポピュラー音楽の範囲で使われる言葉であり、三味線を弾きながら長唄を歌う、ピアノを弾きながら童謡を歌う、などの場合は弾き歌いという。よって、弾き語りの起源を吟遊詩人や琵琶法師などにまで遡る説もあるが、現在の弾き語りと直接的な繋がりがあるかどうかは明確になっていない。
日本における現在につながる大衆音楽の範囲での「弾き語り」の起源および普及は、昭和40年頃から徐々に広まったフォークソングブームといわれ、1970年代初頭には、井上陽水、吉田拓郎などのシンガーソングライターがさらに若者にアピールする形で普及させたといえる。その後、1980年代後半から1990年代前半までにピークだった、アンプラグドブームをきっかけとしたものなど、小さな波が何度か訪れた（例：KAN、槙原敬之、楠瀬誠志郎）。ただし「アンプラグド」の本来のコンセプトは「エレクトリックサウンドの演奏をアコースティック楽器の演奏中心にアレンジし直す」ということであり、必ずしも「アコースティック楽器による『弾き語り』」である必要はなく、「ブーム復活のきっかけの一つ」という意味にすぎない。
日本では、ライブハウス中心に一人で活動しているアーティストに「弾き語り」の形態を主としている人が多い。また、邦洋楽において、ロック、ポップスなどを問わず「バンド」形態のミュージシャンであっても、その構成メンバーの一人を押し出す目的などでスタジオ録音作品の中やライヴパフォーマンスの一環として弾き語りのコーナーを設ける例もあり、その行為も「弾き語り」と呼ぶ（例：ビートルズのアルバムザ・ビートルズ（俗称：ホワイトアルバム）に収録の「ブラックバード」、奥田民生「ひとり股旅」など）。近年広範囲でブームとなった、ストリートミュージシャンの中にも、特に一人でプレイする場合は「弾き語り」の形態をとるものが多い。
ゆずは2001年6月29日に東京ドームにおいて、アンジェラ・アキは2006年12月26日に日本武道館において弾き語り形式でのワンマンライブを成功させており、近年では「一切バックバンドを置かない形式」という大型会場のライブも増えつつある。
2014年頃からはYUIのブレイクを契機としてギター弾き語り形式をとる女性ミュージシャンが増加した。メディアなどでは「ギター女子」ブームと呼ばれており、miwa、chay、山本彩、大原櫻子、阿部真央、片平里菜、大森靖子、藤原さくら、井上苑子らが活躍している。
近年では、動画配信サイトを中心に弾き語り活動を行うアーティストも台頭している。